# Une incroyable histoire

Une incroyable histoire (The Window) est un film américain réalisé par Ted Tetzlaff et sorti en 1949.

## Synopsis
À New-York, dans un immense immeuble. Ce soir d'été, il fait très chaud dans l'appartement des Buddy. Le fils de la maison, Buddy, ne pouvant pas dormir dans sa chambre, s'installe pour la nuit sur le palier de l'escalier de secours à l'étage supérieur. À travers son sommeil, il aperçoit, chez les voisins du dessus, un meurtre... Lorsqu'il raconte son histoire, ses parents ne le croient pas car c'est son habitude d'inventer des histoires. Même la police ne le prend pas au sérieux, les Kellerson se sont débarrassés du corps et passent pour un couple sans histoire. Mais le voisin finit par savoir que l'enfant a vu son geste...

## Fiche technique
- Titre : Une incroyable histoire
- Titre original : The Window
- Réalisateur : Ted Tetzlaff
- Scénario : Mel Dinelli, d'après une histoire de Cornell Woolrich
- Chef opérateur : Robert De Grasse, William O. Steiner
- Musique : Roy Webb
- Montage : Frederic Knudtson
- Décors : Harley Miller, Darrell Silvera
- Directeur de production : Dore Schary
- Durée : 73 minutes
- Date de sortie :  France 18 novembre 1949
- Affiche : Bernard Lancy (France)

## Distribution
- Barbara Hale : Mme Mary Woodry
- Arthur Kennedy : M. Ed Woodry
- Paul Stewart : Joe Kellerson
- Ruth Roman : Mme Jean Kellerson
- Bobby Driscoll : Tommy Woodry
- Richard Benedict
- James Nolan
- Lee Phelps
- Anthony Ross

## Prix
- Prix Edgar-Allan-Poe du meilleur scénario, en 1950.